# Siluety (singel)
Siluety – drugi singel czeskiego zespołu pop-rockowego Mandrage z ich czwartego albumu studyjnego Siluety. Wydany 1 listopada 2013 roku przez wytwórnię płytową Universal Music. Do singla został nakręcony teledysk. Nagranie zrealizowano w praskim studiu Biotech pod nadzorem Ecsona Waldesa.

## Lista utworów i formaty singla
Opracowano na podstawie materiału źródłowego.
- digital single

1. "Siluety" - 3:59

## Twórcy
- Vít Starý – wokal prowadzący, gitara rytmiczna
- Pepa Bolan – gitara prowadząca, wokal wspierający
- Michal Faitl – gitara basowa
- Matyáš Vorda – perkusja
- František Bořík – instrumenty klawiszowe
- Ecson Waldes – produkcja muzyczna

## Pozycje na listach
| Państwo | Lista           | Najwyższa pozycja |
| ------- | --------------- | ----------------- |
| Czechy  | Rádio – Top 100 | 20                |